# Antonio Barrera (torero)
José Antonio Barrera Contreras, (Sevilla, 9 de febrero de 1976) es un torero español. Tomó la alternativa en 1999 en la plaza de toros de Ávila y se retiró tras finalizar la temporada 2012.

## Biografía
Antonio Barrera nació en Sevilla el 9 de febrero de 1976, en sus comienzos toreó por las plazas de toros de su provincia principalmente.
Hasta 2007 estuvo apoderado desde sus comienzos por Arturo Magaña en México y en España por la casa chopera, a partir de ese año comenzó  a dirigir su carrera Francisco Romero Leal. Desde 2011, cuando rompió con Ángel Morrilla, hasta su retirada en 2012 estuvo apoderado por Ángel Guzmán.
Tras su retirada de los ruedos en 2012, se dedicó al mundo del empresariado taurino.

## Carrera profesional

### Novillero
Antonio Barrera debutó con picadores el 24 de junio de 1991 en la plaza de toros de Gerona.
En su etapa de novillero le ocurrió algo peculiar en su profesión, ya que tras la escapada de la plaza de toros en Las Mesas (Cuenca) al abrir las puertas de cuadrilla para la salida de los picadores, el novillo aprovecho y salió fuera de la plaza llegando hasta un campo de fútbol cercano a la plaza de toros donde Antonio Barrera se vio obligado a tener que finalizar la faena allí.
El 4 de septiembre de 1996 sufrió una gravísima cornada que le afectó a la femoral por la parte de la cara interna del muslo izquierdo la plaza de toros madrileña de El Álamo.
El 6 de abril de 1997 se presenta como novillero en la plaza de Las Ventas acartelado junto con Francisco Javier Porras y Juan Diego con novillos de La Guadamilla.
Torea por última vez como novillero en la plaza de toros de Sevilla el 23 de abril de 1999 con novillos de marterilla, dos días después, el 25, lo haría en Barcelona con novillos de José Luis Marca cortando una oreja al segundo de su lote.
La última novillada con picadores de su carrera tiene lugar el 27 de junio del mismo año en Navas de la Concepción (Sevilla), cortando el máximo de trofeos posibles tras cortar cuatro orejas y dos rabos a utreros de Francisco José Vera Carrero.

### Matador de toros
Tomó la alternativa en la plaza de toros de Ávila el 11 de julio de 1999, teniendo de padrino a Manuel Díaz "El Cordobés" y cono testigo a Javier Conde, siendo el toro de su alternativa, de nombre "Barrigón" perteneciente a la ganadería de Juan Albarrán, corto 4 orejas en total saliendo por la puerta grande.
Durante el año 2000 únicamente hace temporada en América, toreando hasta en 5 ocasiones en la plaza de toros de Tijuana y terminando la temporada en la plaza de toros de Monterrey con toros de Begoña a los que le corto cuatro orejas y rabo.
El 2 de septiembre de 2001 indulta un toro en Ciudad Juárez perteneciente a la ganadería de Begoña, el 23 de septiembre del mismo año indulta otro toro en Mexicali perteneciente a la ganadería de Torrecilla. El 23 de diciembre confirma su alternativa en México teniendo de padrino a Armillita Chico " y de testigo a Alfredo Gutiérrez  con toros de la ganadería de Santiago, cortando una oreja al segundo de su lote.
El 8 de abril de 2002 vuelve a torear en España tras dos temporadas toreando en América, lo hace en la Real Maestranza de Sevilla con toros de Gerardo Ortega. El 23 de mayo del mismo año confirma su alternativa en Las Ventas teniendo de padrino, Fernando Cepeda y de testigo a José Ignacio Uceda Leal el toro de su alternativa, de nombre "Salado",  perteneciente de la ganadería de Guardiola Faltoni. El 9 de julio torea en la feria del toro de Pamplona con toros de la ganadería de Manuel Ángel Millares.
En 2003 comienza la temporada el 2 de marzo en la plaza de toros de Albuquerque frente a toros de la ganadería de Concha y Sierra a los que le corto 3 orejas y salió por la puerta grande, el 26 de abril torea en Sevilla con motivo de la feria de abril con toros de El Ventorrillo, al que le corto una oreja. El 23 de mayo torea de nuevo en Las Ventas con toros de Arauz de Robles, dos días más tardes vuelve a torear en la misma plaza ante toros de Criado Holgado y de Guardiola Faltoni.
El 5 de mayo de 2004 torea en la Monumental de Aguascalientes indultando un toro de la ganadería de Real de Saltillo. El 25 de julio torea en la monumental de Barcelona saliendo por la puerta grande tras cortar tres orejas a toros de Castillejo de Huebra.
El 31 de julio de 2005 torea en la plaza de toros de Inca ante toros Juan Pedro Domecq y Francisco Galache, cortando las dos orejas y rabo a este último.
Comienza la temporada de 2006 en el Palacio de Vistalegre ante toros de Concha y Sierra, el 22 de abril le corta tres orejas a toros de El Quintanar en Talayuela (Cáceres), el 8 de agosto en la plaza de toros de Vitoria lidia dos toros de Partido de Resina. El 25 de diciembre torea en La México ante toros de Rancho Seco, cortando una oreja.
En 2007, el 12 de agosto torea en Barcelona ante tres toros de Carlos Charro y Juan Pérez Tabernero, cortando una oreja ante su último toro, el 16 de agosto torea en Briviesca (Burgos) toros de Antonio Bañuelos, cortando 3 orejas y rabo.
Durante 2008 comienza la temporada en la plaza de toros de Almadén ante un toro de Jaralta, cortando las dos orejas y saliendo por la puerta grande, en junio torea en Barcelona y corta una oreja ante un toro de Juan Pérez Tabernero, el 30 de diciembre termina la temporada en la plaza de toros de Cali cortando una oreja a un toro de la ganadería de Juan Bernardo Caicedo.
El 22 de abril de 2009 torea en la Maestranza ante toros de Peñajara, el 8 de julio lo hace en la plaza de toros de Pamplona ante toros de Cebada Gago cortando una oreja, el 2 de agosto corta tres orejas en Barcelona a toros de Virgen María.
El 16 de febrero de 2010 indulta un toro de Marcos Garfias en Autlán de la Grana (México), el 16 de mayo corta dos orejas en Barcelona a toros de San Miguel.
En 2011 corta una oreja en la plaza de toros de El Puerto de Santa María ante toros de Cebada Gago, el 21 de agosto torea por última vez en la Monumental de Barcelona ante toros de Valdefresno, cortando una oreja a cada uno de su lote y saliendo por la puerta grande. El 2 de octubre torea en la Feria de otoño en Las Ventas ante toros de Adolfo Martín.
El 17 de enero de 2012 indulta un toro en Tuca (México) perteneciente a la ganadería de Vistahermosa, el 8 de abril en Ciudad de Juárez vuelve a indultar un toro, esta vez de la ganadería de Begoña. Durante esta temporada anuncia su retirada y realiza el último paseíllo en Apizaco (Tlaxcala).

#### Estadísticas
| Año   | Festejos | Reses lidiadas | Orejas | Rabos | Indultos |
| ----- | -------- | -------------- | ------ | ----- | -------- |
| 1999  | 9        | 19             | 30     | 4     | 0        |
| 2000  | 14       | 27             | 25     | 1     | 0        |
| 2001  | 43       | 86             | 56     | 2     | 2        |
| 2002  | 16       | 32             | 10     | 0     | 0        |
| 2003  | 33       | 67             | 24     | 0     | 0        |
| 2004  | 22       | 44             | 19     | 1     | 1        |
| 2005  | 21       | 41             | 11     | 1     | 0        |
| 2006  | 33       | 67             | 30     | 4     | 0        |
| 2007  | 30       | 60             | 41     | 1     | 0        |
| 2008  | 38       | 75             | 47     | 1     | 0        |
| 2009  | 30       | 62             | 34     | 1     | 0        |
| 2010  | 25       | 50             | 21     | 1     | 1        |
| 2011  | 23       | 46             | 28     | 1     | 0        |
| 2012  | 30       | 60             | 34     | 1     | 2        |
| Total | 367      | 736            | 410    | 19    | 6        |

## Empresario taurino
Tras su retirada, en 2013 comenzó a formar parte del apoderamiento de Morante de la Puebla.
En sus comienzos de empresario taurino comenzó su andadura como gerente de la empresa ETMSA ( de México), propiedad del mexicano Alberto Bailleres, más adelante en 2015 formó parte de una nueva empresa taurina denominada "FIT" (Fusión internacional por la tauromaquia) junto a sus socios Alberto Bailleres, José Cutiño y Simón Casas, gestionando así las principales plazas de España y América. Entre las plazas españolas se encuentran la plaza de toros de Olivenza, la plaza de toros de Badajoz, la plaza de toros de Salamanca, la plaza de toros de Bilbao en la que entraron junto a los choperas (BMFToros) en 2019, la cual también gestiona otras plazas como la de Logroño o Palencia.